# Bouninskaïa alleïa (métro de Moscou)
Bouninskaïa alleïa (en russe : Бунинская аллея et en anglais : Buninskaya Alleya) est une station de la ligne Boutovskaïa (ligne 12) du métro de Moscou, située sur le territoire du raïon Ioujnoïe Boutovo dans le district administratif sud-ouest de Moscou.

## Situation sur le réseau
Établie en aérien, à 10 mètres au dessus du sol, la station terminus Bouninskaïa alleïa est située au point 53+78 de la ligne Boutovskaïa (ligne 12), après la station Oulitsa Gortchakova (en direction de Bittsevski park).
Station terminus de la ligne, elle dispose d'un prolongement, en voies de garage, des deux voies en impasse, d'une liaison entre les tunnels et d'une troisième voie de garage.

## Histoire
La station Bouninskaïa alleïa est mise en service le 27 décembre 2003, lors de l'ouverture à l'exploitation de la première section de la ligne 12, entre les stations Oulitsa Starokatchalovskaïa et Bouninskaïa alleïa, qui est le terminus de la ligne.